# 南下浦断層

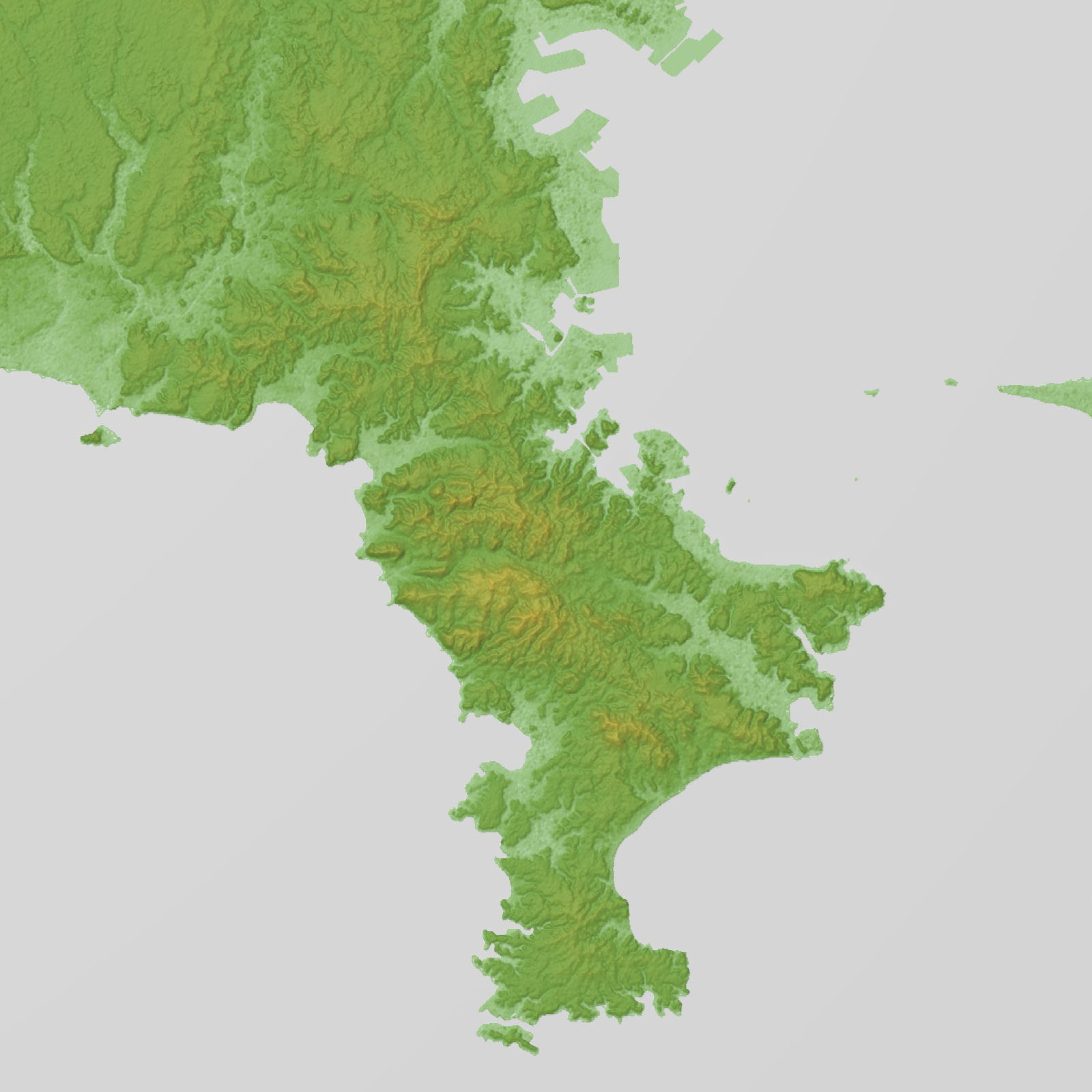
三浦半島の地形図

南下浦断層（みなみしたうらだんそう）は、三浦半島南部に位置する右横ずれ断層である。総延長約6km陸上部f約3.7km。

## 概要
神奈川県の三浦半島を東西に横切る右横ずれ断層であり、三浦半島断層群の中でも南部に位置する。垂直方向には高角逆断層であることが明らかとなっている。なお、平均活動周期が判明していないため、当断層による地震発生確率は求められていない。最新活動時期は、約2万2千年から2万6千前、平均変位速度は0.8m/千年、単位変位量は最低でも2.2m と報告されている。
西端付近の三浦市初声町下宮田の黒崎集落周辺には南下浦断層によって形成された断層崖が存在する。この断層崖は比高が最大4mのものであり、これによると南下浦断層の主断層は関東ロームを切っていないとみなされている。
東端に位置する三浦市立南下浦中学校付近から東京湾に面する海岸において肉眼で明瞭に観察可能であり、2016年と2018年には市民団体「三浦半島活断層調査会」により観察会が開かれた。南下浦中学校には「地層サンプル室」が存在し、ボーリング調査結果などを観察することが可能となっている。